# Майорівка (Баштанський район)
Майо́рівка — село в Україні, у Софіївській сільській громаді Баштанського району Миколаївської області. Населення становить 360 осіб.
До 2018 року орган місцевого самоврядування — Баратівська сільська рада.
Розташоване на річці Інгул, за 12 км від центру громади, за 20 км від міста Баштанка та за 71 км від обласного центру.

## Відомі люди
- Макар Каплистий — сотник Армії УНР.